# Flugplatz Werdohl-Küntrop

i7
i11
i13
Der Flugplatz Werdohl-Küntrop (ICAO-Code: EDKW) ist ein kleiner Flugplatz auf dem Gebiet der Stadt Balve im Sauerland zwischen der Ortschaft Garbeck und der Stadt Neuenrade. Ca. 80 Prozent der Start- und Landebahn und sämtliche Gebäude befinden sich auf Balver Gebiet. 
Er ist als Sonderlandeplatz klassifiziert und für Segelflugzeuge, Motorflugzeuge bis 2000 kg und Ultraleicht-Flugzeuge zugelassen.
Das Gelände mit einer Grasbahn dient dem Luftsport mit Segel- und Motorflugzeugen.

## Drachenfest
Der LSV Sauerland e. V. richtet auf dem Flugplatz Werdohl-Küntrop jährlich ein Drachenfest aus, zu dem auch überregionale Aussteller und Besucher anreisen. Für die Dauer des Drachenfests ist der Flugplatz für An- und Abflüge per NOTAM gesperrt.